# Amr Gamal
Amr Gamal ( en árabe: عمرو جمال‎; nacido el 14 de julio de 1983) es un director, productor y guionista de cine y teatro yemení.

## Primeros años
Amr nació en Poznan, Polonia, de padres yemeníes que estudiaban allí. Amr regresó a Adén con sus padres en 1989, donde estudió primaria y secundaria y se graduó en la Facultad de Ingeniería de la Universidad de Adén en 2007.
La relación de Amr con el teatro comenzó con el teatro escolar, donde dirigió el grupo de teatro de la escuela secundaria Lutfi Jafar Aman en 1999 y luego dirigió el grupo de teatro de la escuela de la ciudad de Adén en 2000.
En 2001, Amr recibió el Premio Prestigioso Presidente de Yemen en dramaturgia por su obra La sexta columna, convirtiéndose en el yemení más joven en ganar este premio en ese momento.
Amr dirigió su primer largometraje, 10 días antes de la boda (2018), que obtuvo un gran éxito de público en Yemen y se convirtió en la candidatura oficial de Yemen para la categoría de mejor película internacional en la Premios Óscar 2019.
Su segundo largometraje, Los agobiados (2023), es la película que puso el nombre de Amr Gamal en el mapa del cine internacional tras convertirse en la primera película yemení proyectada en el Festival de Cine de Berlín. La película también participó en varios festivales internacionales de cine de prestigio y ganó numerosos premios. Fue seleccionada como la candidata yemení a la mejor película internacional en los Premios Óscar 2024.

## Filmografía
- 10 días antes de la boda (2018)
- Los agobiados (2023)